# Юссак
Юсса́к (фр. и окс. Ussac) — коммуна во Франции, находится в регионе Лимузен. Департамент — Коррез. Входит в состав кантона Мальмор-сюр-Коррез. Округ коммуны — Брив-ла-Гайярд.
Код INSEE коммуны — 19274.
Коммуна расположена приблизительно в 420 км к югу от Парижа, в 80 км южнее Лиможа, в 22 км к западу от Тюля.

## Население
Население коммуны на 2008 год составляло 3610 человек.
| 1962 | 1968 | 1975 | 1982 | 1990 | 1999 | 2008 |
| ---- | ---- | ---- | ---- | ---- | ---- | ---- |
| 1266 | 1418 | 1655 | 2077 | 2762 | 3260 | 3610 |

## Экономика
В 2007 году среди 2399 человек в трудоспособном возрасте (15—64 лет) 1825 были экономически активными, 574 — неактивными (показатель активности — 76,1 %, в 1999 году было 71,7 %). Из 1825 активных работали 1750 человек (923 мужчины и 827 женщин), безработных было 75 (27 мужчин и 48 женщин). Среди 574 неактивных 212 человек были учениками или студентами, 220 — пенсионерами, 142 были неактивными по другим причинам.

## Достопримечательности
- Церковь Сен-Жюльен (XII век). Памятник истории с 1963 года[3]

## Фотогалерея

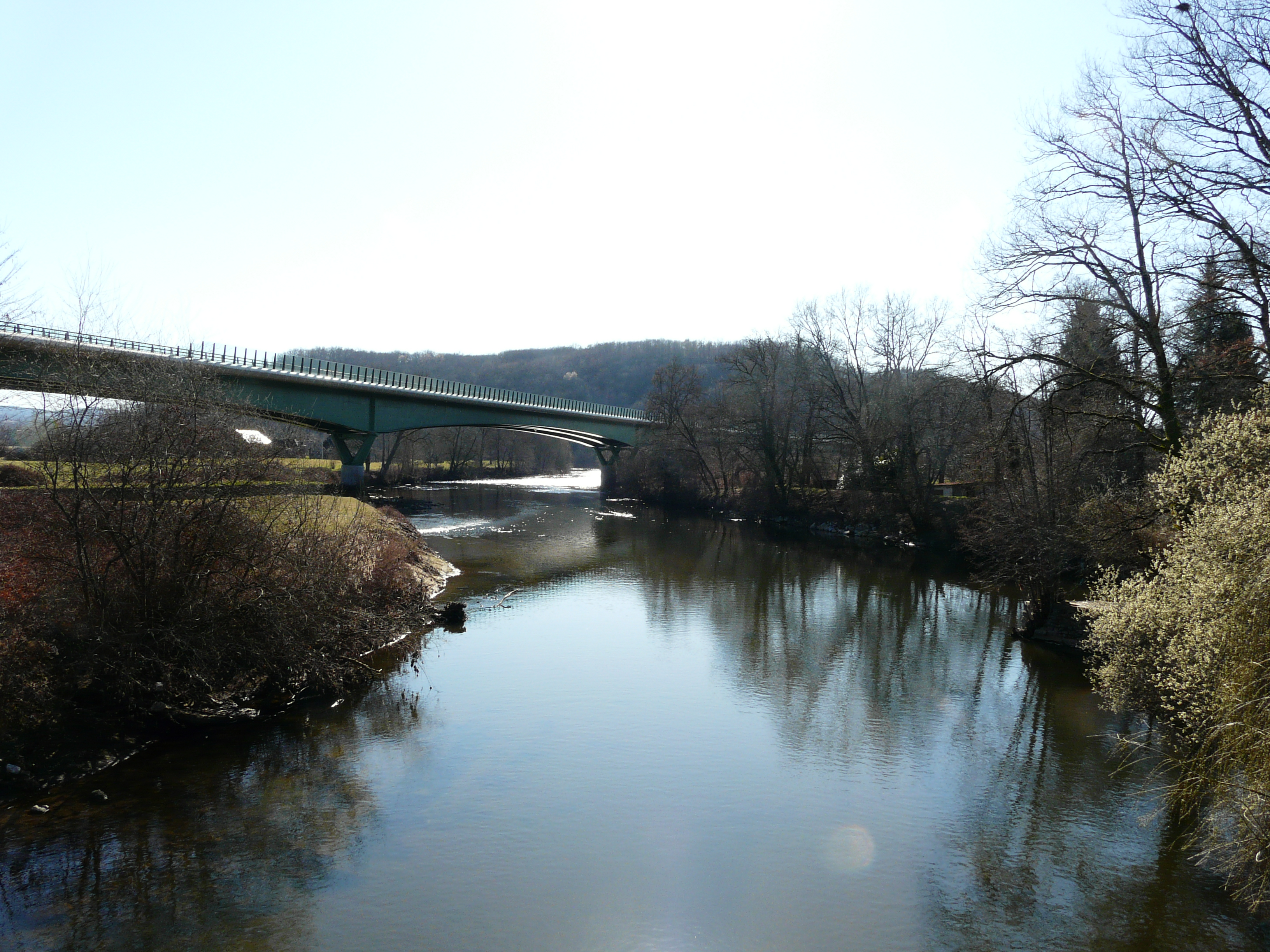
Мост через реку Везер
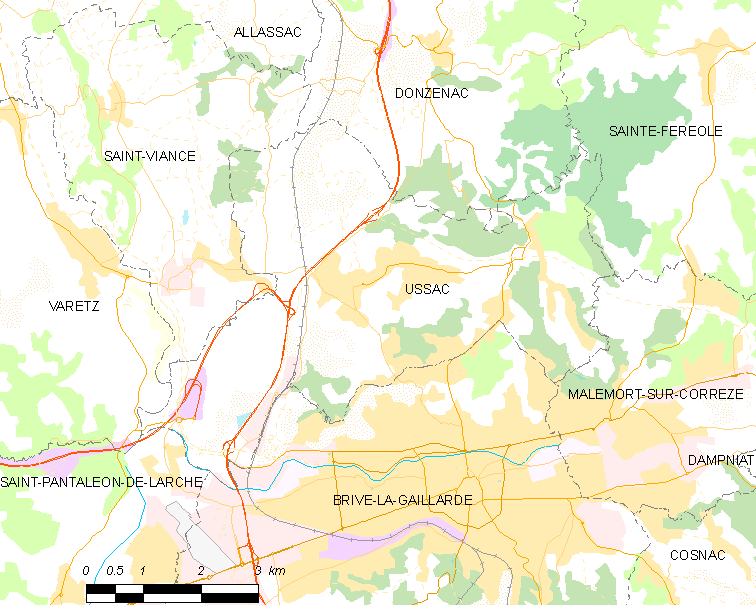
Карта коммуны